# Izarbeibar-Novenera
Die Comarca Izarbeibar-Novenera ist eine der 14 Comarcas in der autonomen Gemeinschaft Navarra.
Die im Zentrum gelegene Comarca umfasst 20 Gemeinden auf einer Fläche von 498,54 km².

## Gemeinden
| Gemeinde                    | Einwohner (2024) | Fläche km² | Dichte Einw./km² | Cod INE | Postleitzahl |
| --------------------------- | ---------------- | ---------- | ---------------- | ------- | ------------ |
| Adiós                       | 191              | 7,72       | 25               | 31007   | 31153        |
| Añorbe                      | 627              | 24,10      | 26               | 31018   | 31154        |
| Artajona                    | 1.774            | 67,14      | 26               | 31038   | 31140        |
| Artazu                      | 124              | 6,03       | 21               | 31039   | 31109        |
| Berbinzana                  | 674              | 12,98      | 52               | 31053   | 31252        |
| Biurrun-Olcoz               | 236              | 15,69      | 15               | 31056   | 31398        |
| Cirauqui                    | 465              | 41,47      | 11               | 31074   | 31131        |
| Enériz/Eneritz              | 327              | 9,55       | 34               | 31089   | 31153        |
| Guirguillano                | 73               | 24,64      | 3                | 31121   | 31291        |
| Larraga                     | 2.133            | 77,10      | 28               | 31142   | 31251        |
| Legarda                     | 146              | 8,30       | 18               | 31147   | 31146        |
| Mañeru                      | 450              | 12,98      | 35               | 31161   | 31130        |
| Mendigorría                 | 1.218            | 39,43      | 31               | 31167   | 31150        |
| Miranda de Arga             | 903              | 59,79      | 15               | 31171   | 31253        |
| Muruzábal                   | 275              | 5,94       | 46               | 31180   | 31152        |
| Obanos                      | 910              | 19,85      | 46               | 31183   | 31151        |
| Puente la Reina/Gares       | 2.930            | 39,71      | 74               | 31206   | 31100        |
| Tirapu                      | 51               | 5,64       | 9                | 31229   | 31154        |
| Úcar                        | 190              | 11,85      | 16               | 31234   | 31154        |
| Uterga                      | 171              | 8,63       | 20               | 31246   | 31133        |
| Comarca Izarbeibar-Novenera | 13.868           | 498,54     | 28               | –       | –            |